# Caloscypha
Genre
Caloscypha est un genre de champignons de la famille des Caloscyphaceae.

## Liste d'espèces
Selon MycoBank (5 août 2023) :
- Caloscypha fulgens (Pers.) Boud., 1904
- Caloscypha incarnata Duvernoy & Maire, 1917
- Caloscypha musiva (Fr.) Boud., 1907

## Systématique
Le nom correct complet (avec auteur) de ce taxon est Caloscypha Boud., 1885.
Caloscypha a pour synonyme :
- Otidella Sacc., 1889